# 台湾义勇队旧址
29°06′13″N 119°39′29″E / 29.10361°N 119.65806°E
台湾义勇队旧址位于中国浙江省金华市婺城区酒坊巷，是台湾义勇队於中國抗日戰爭期間从1939年2月22日成立到1942年5月金华被日軍攻陷之前的活动场所。2006年被列为金华市文物保护单位，2011年被列为浙江省文物保护单位，这里还是浙江省爱国主义教育基地。
台湾义勇队旧址现存三组建筑，酒坊巷84号（当年为酒坊巷18号）为民国初年民居，坐北朝南，占地213平方米，为单层四开间砖木结构，是台湾义勇队、台湾少年团成立地和第一所台湾医院所在地；一墙之隔的清代天井式建筑湘岩试馆在1939年时曾作为义勇队队员的宿舍；酒坊巷103号清末民居占地198平方米，单层砖木结构，大门朝西，是李友邦将军的住所，也是朝鲜义勇队旧址。
2006年金华市政府将酒坊巷84号修复并辟为台湾义勇队纪念馆。 中華民國前總統马英九为该馆题写馆名，此外还有汪道涵题词“台湾义勇队在金华”，连战题词“同源同祖同文，连山连水连心”等。

## 图片

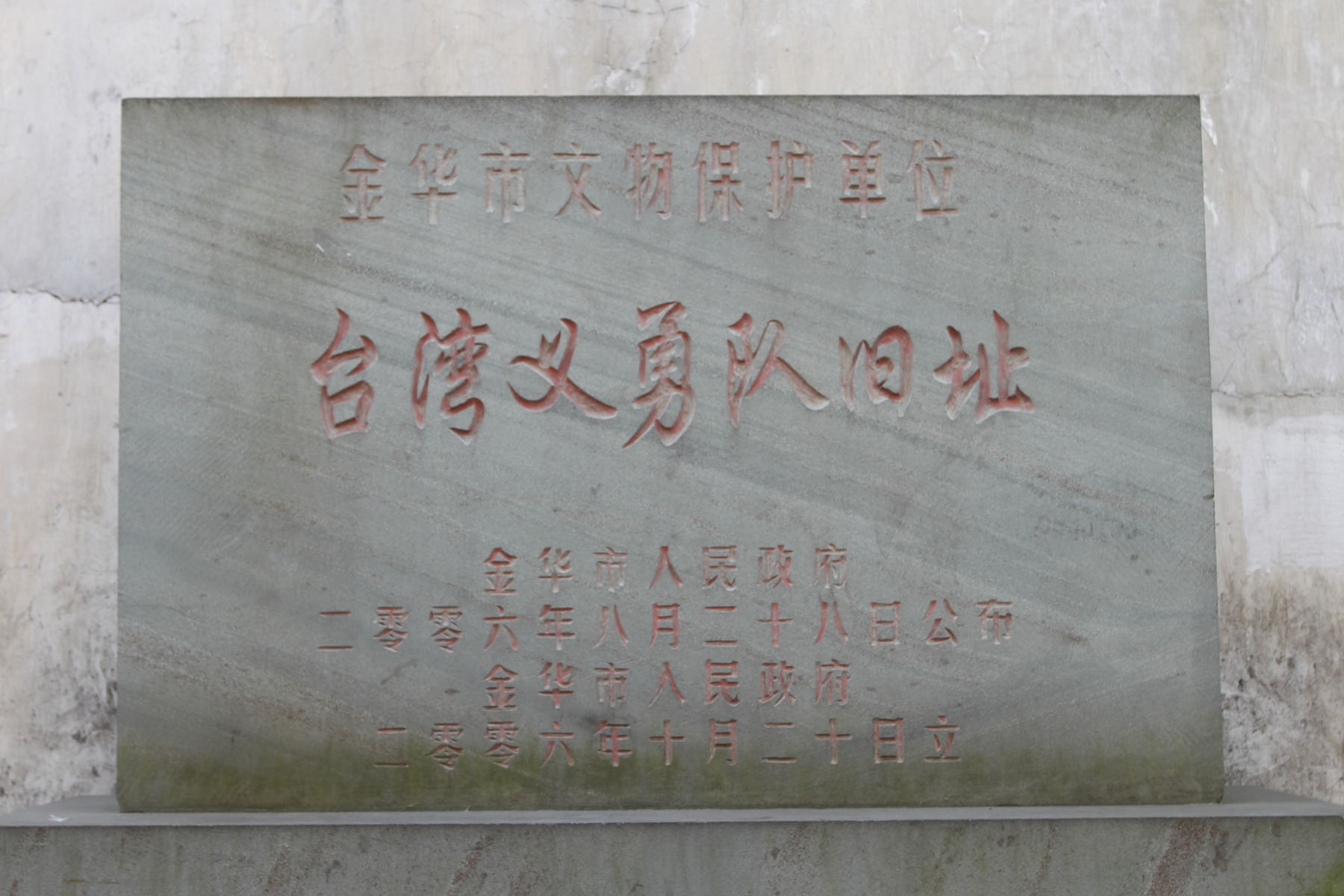
金华市文物保护单位标志碑
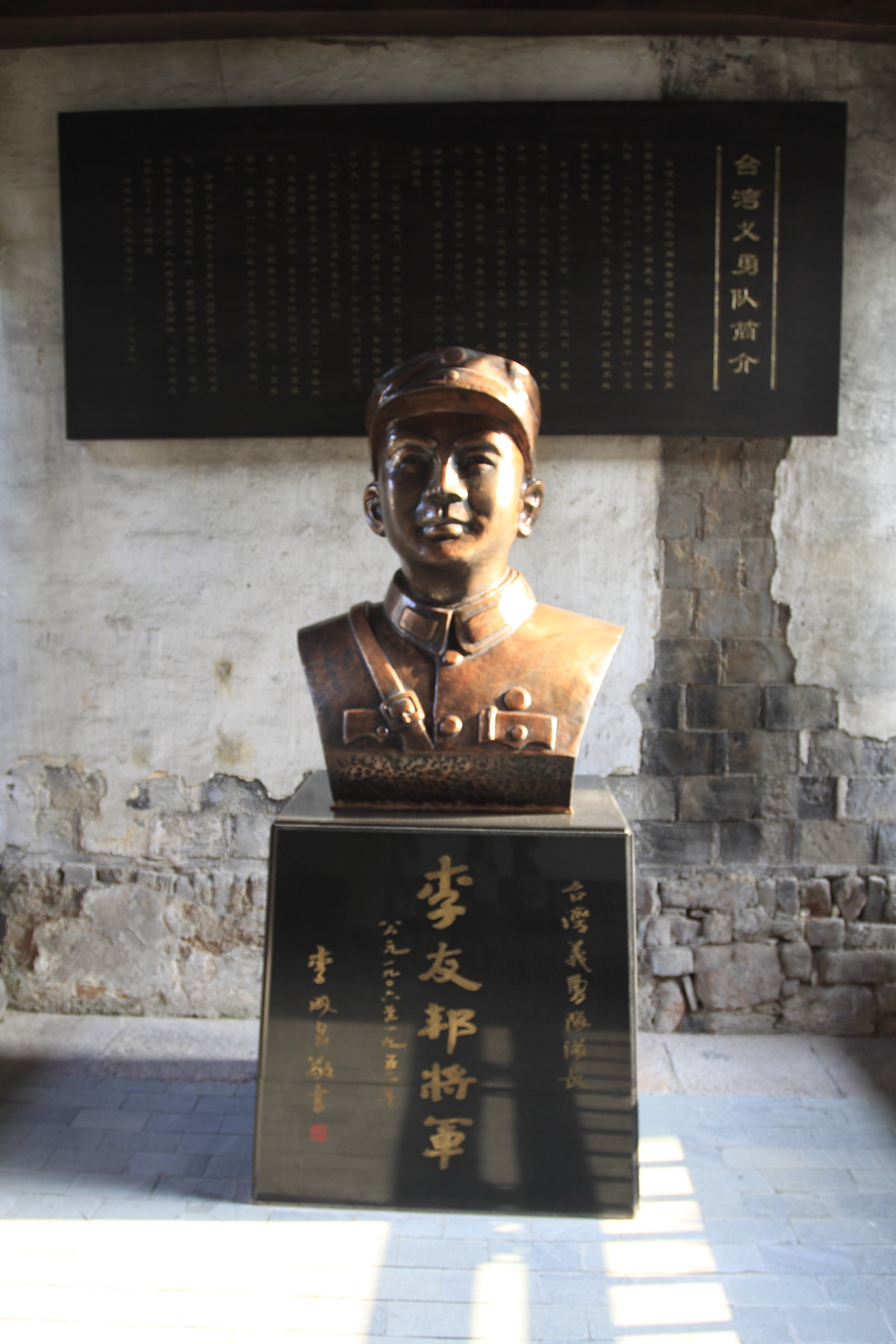
李友邦雕像
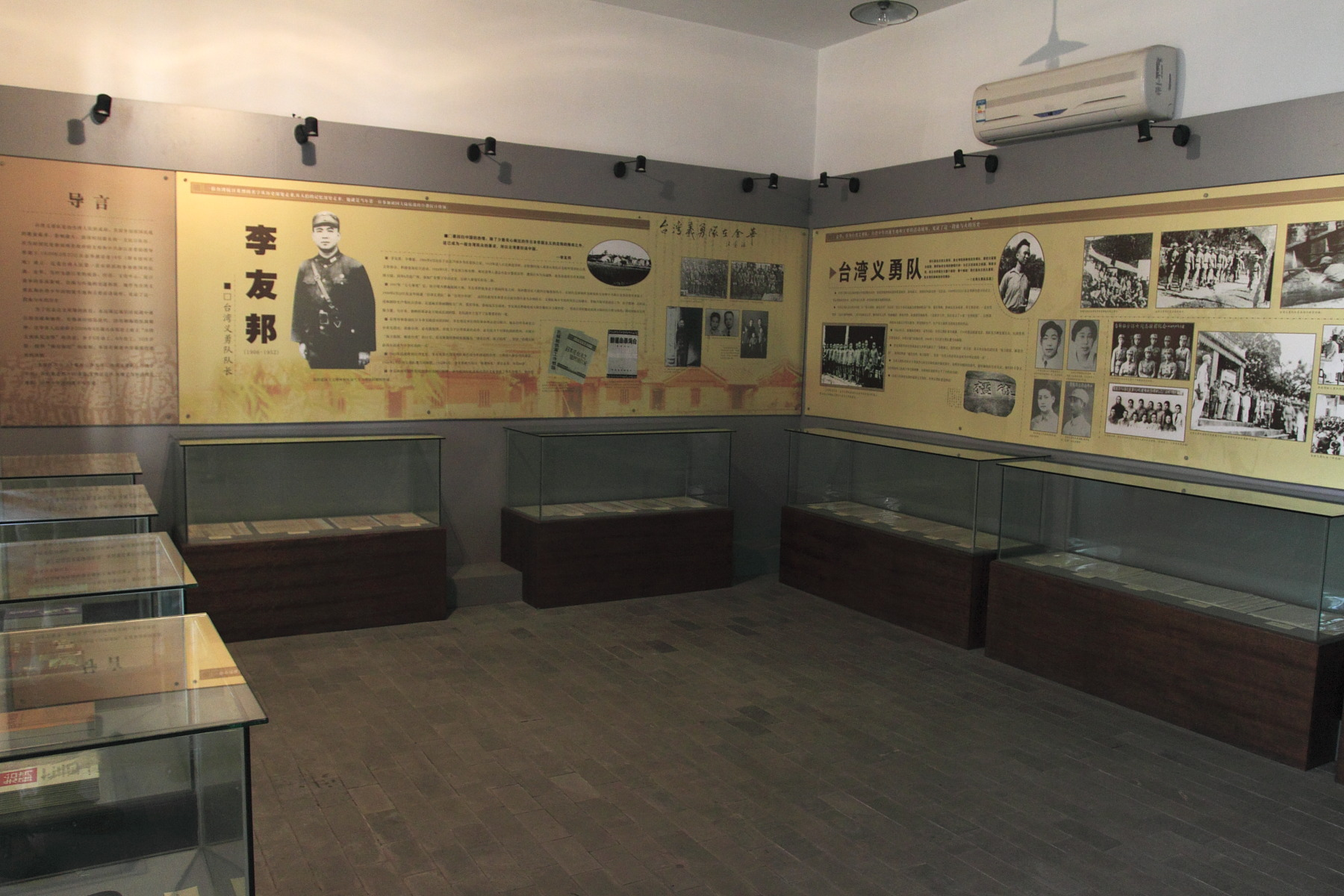
纪念馆内部
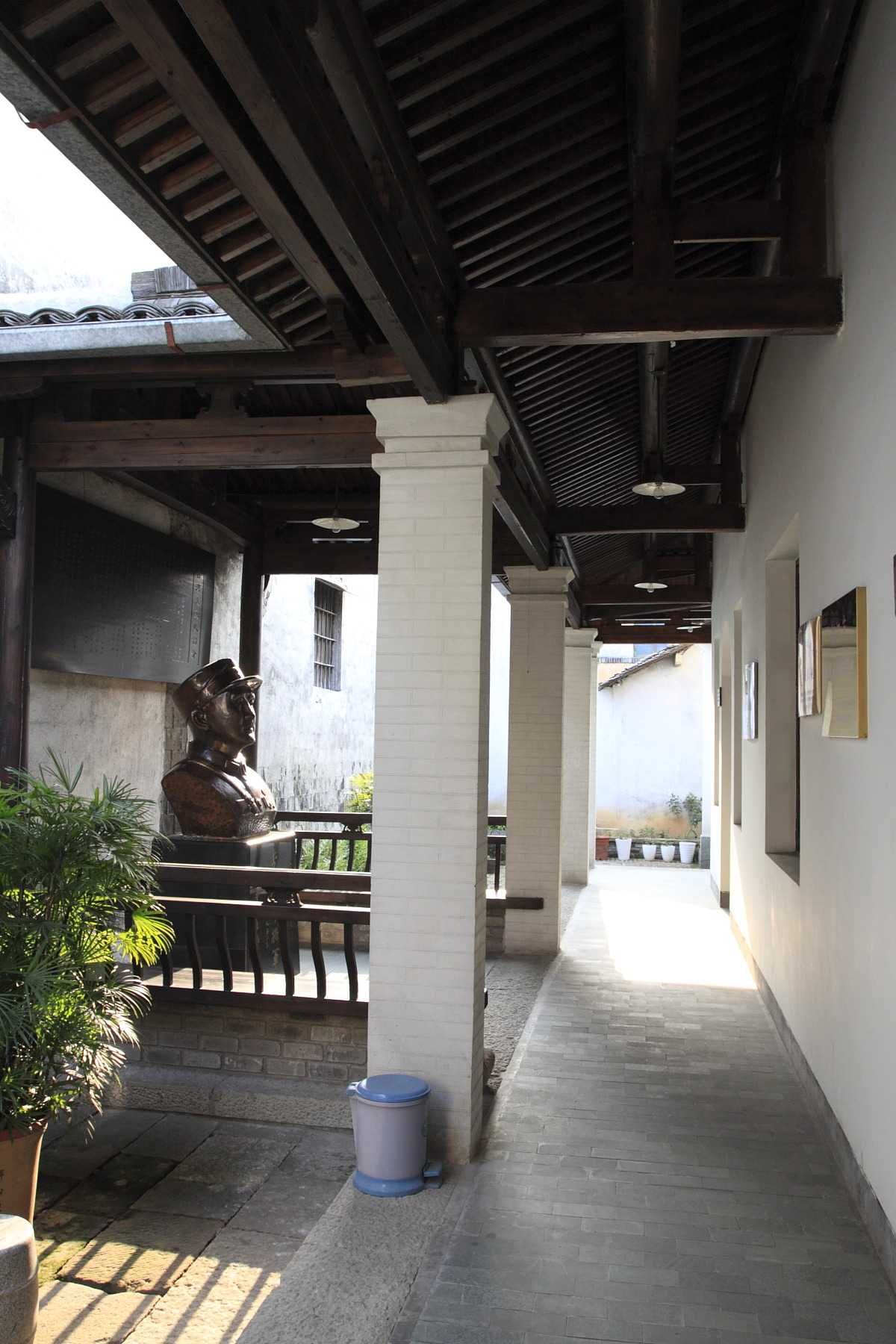
纪念馆内部
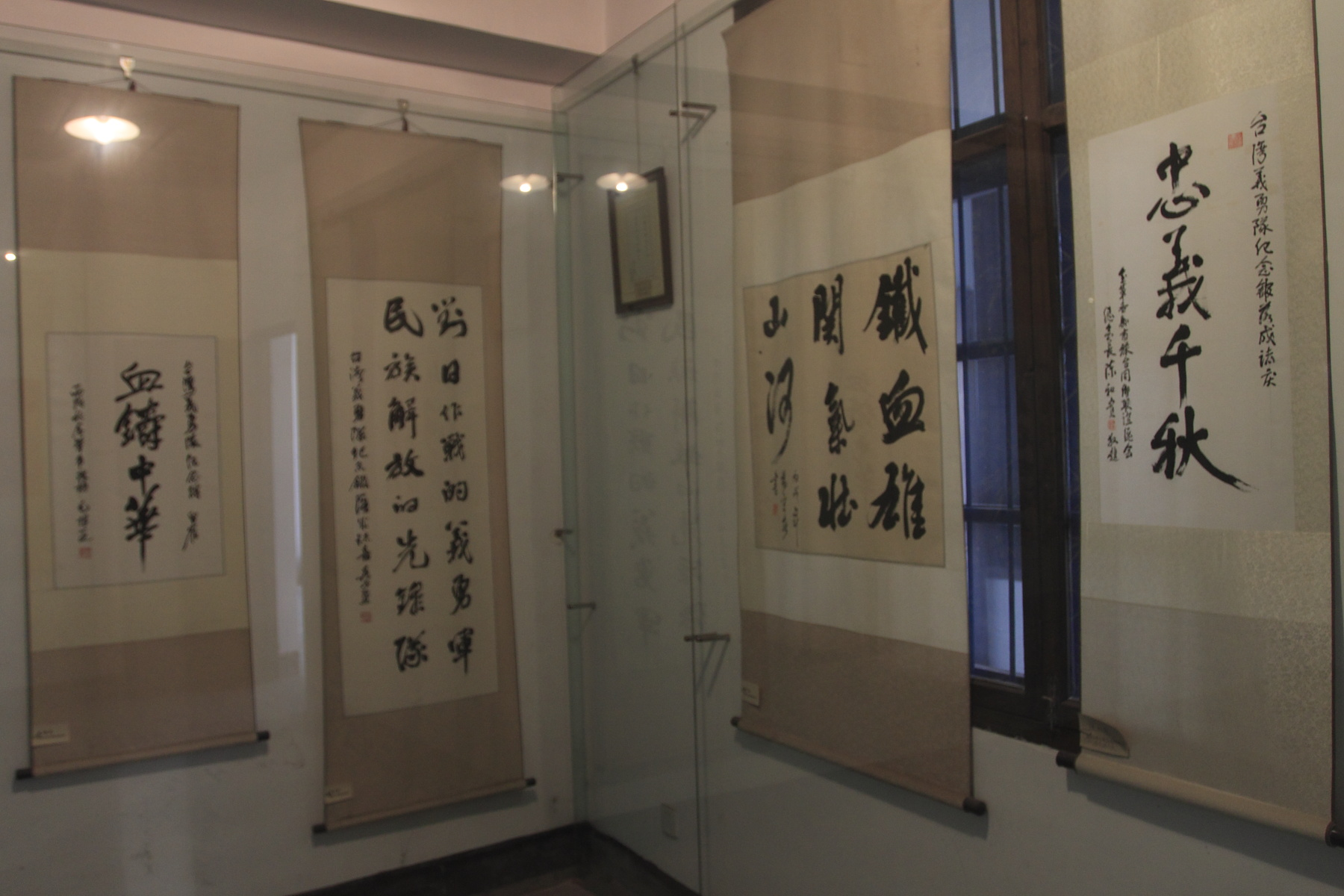
纪念馆内部
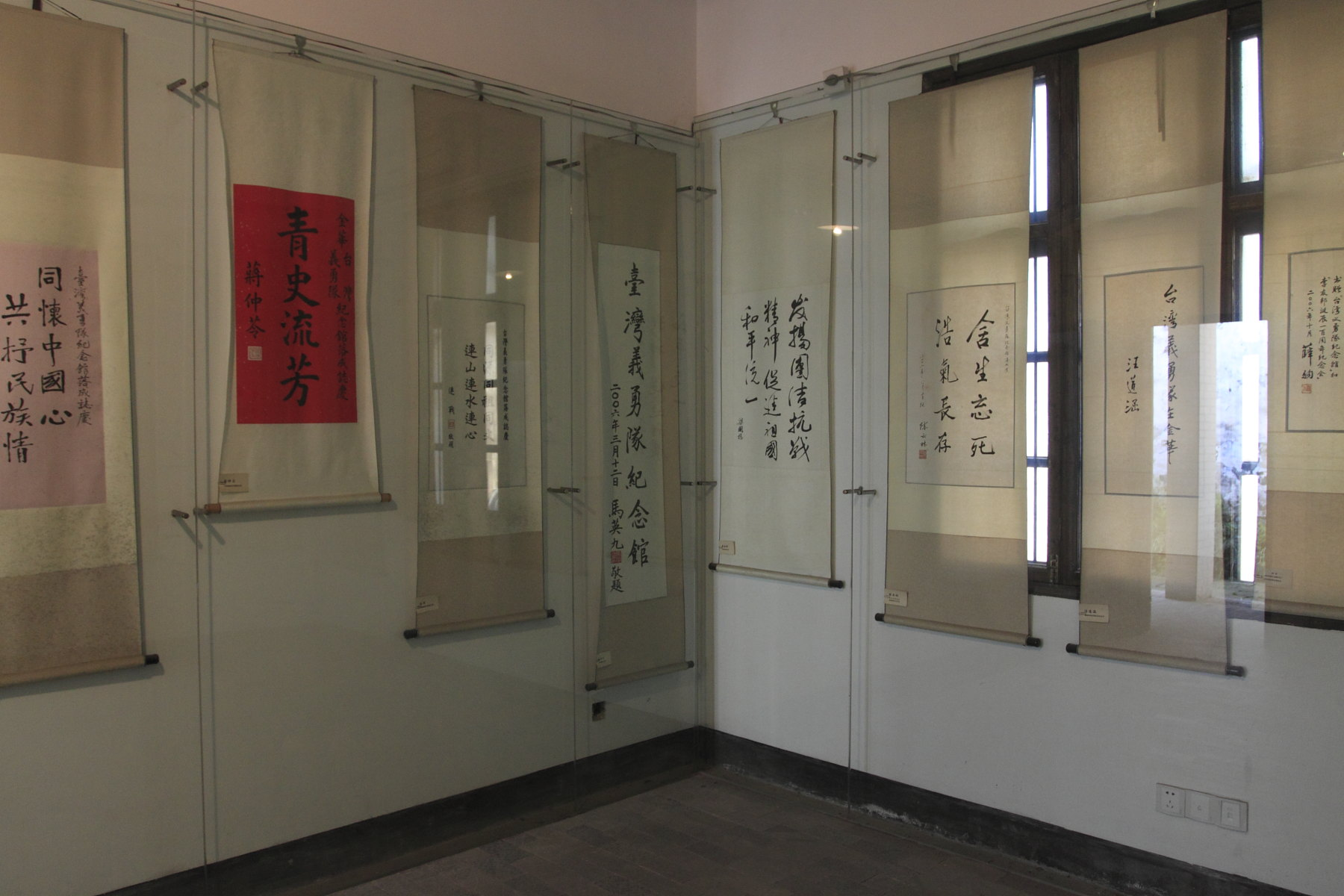
纪念馆内部
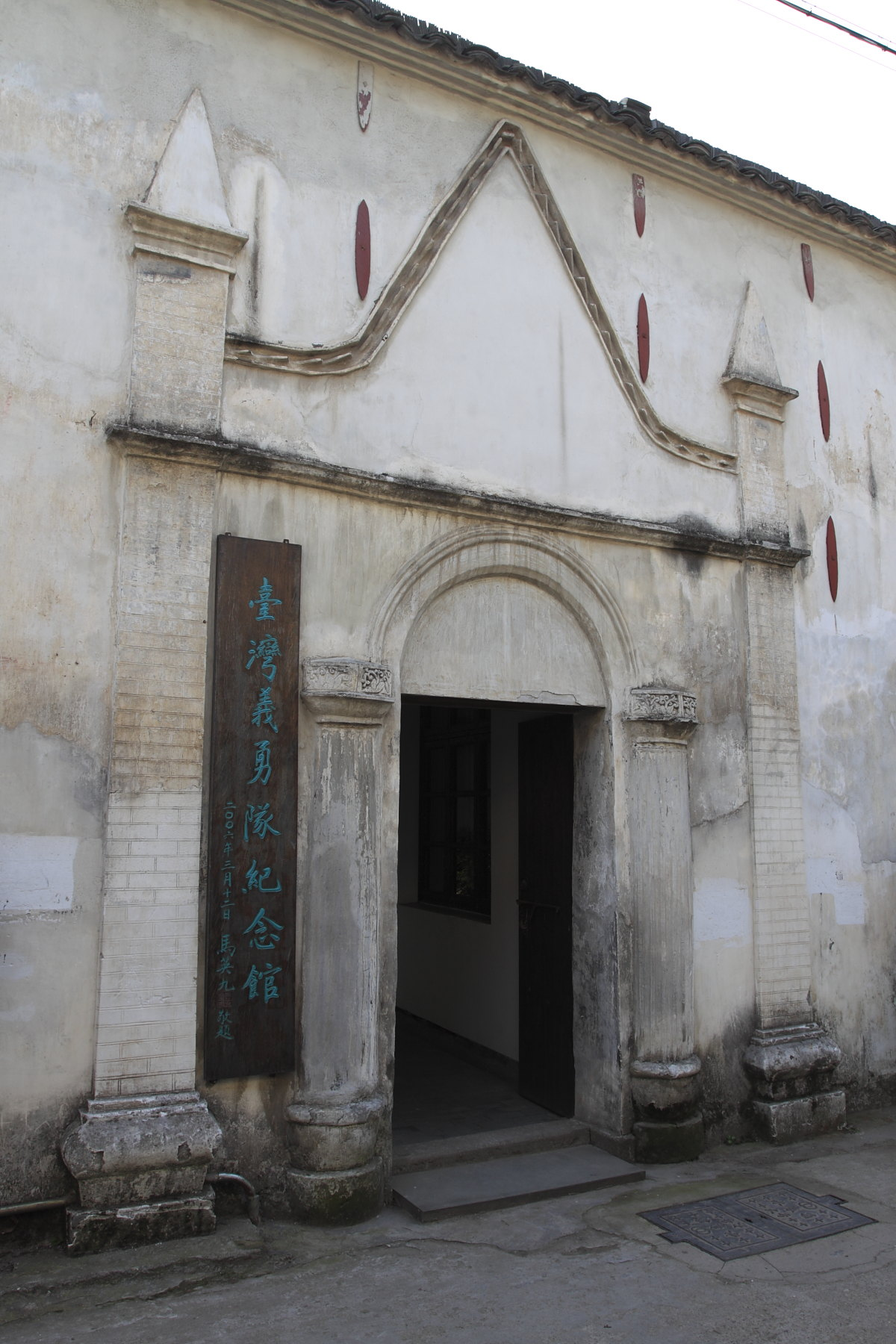
纪念馆大门

## 相關詞條
- 李友邦
- 台灣義勇隊
- 酒坊巷